# Dolores Beristáin
Dolores Beristáin (Ciudad de México; 10 de diciembre de 1926 - 27 de abril de 2010), registrada al nacer como Dolores Bravo Mancera, fue una actriz mexicana.

## Biografía
Nació en la Ciudad de México. Fue nieta del filántropo mexicano Gabriel Mancera, inició su carrera como cantante en 1942. Junto con su hermana María Teresa, conformó el dueto Teresa y Lolita "El dueto de la belleza y la juventud", como eran anunciadas en la radio, y a fines de la misma década debutó como actriz en el teatro, en la obra Los padres terribles, de la compañía de María Tereza Montoya. Poco tiempo después, conoció al también actor Luis Beristáin, con quien procreó dos hijos: Francisco y Arturo, este último un destacado actor. Dolores enviudó en 1962 y decidió retomar su carrera artística con el apellido de su marido. Su primer trabajo en este período fue en la telenovela El dios de barro, en 1970. Fue una gran actriz de cine, participó en películas como El rincón de las vírgenes, María de mi corazón, El secreto de Romelia (por la que fue galardonada con el Ariel a Mejor co-actuación femenina), Principio y fin y Hasta morir (por la que volvió a ser nominada para el Ariel, esta vez como Mejor actriz de cuadro). También destacó en televisión, en telenovelas como Las fieras, La gloria y el infierno, El padre Gallo, Tal como somos, La fuerza del amor y La sombra del otro, entre otras.[cita requerida]
Su último trabajo como actriz fue en el 2000, en la película Entre la tarde y la noche. Falleció el 27 de abril del 2010, debido a complicaciones respiratorias.

## Filmografía

### Películas
- Entre la tarde y la noche (1999)
- El tesoro de Clotilde (1998) .... Clotilde
- Adiós mamá (1997) .... Mamá
- Bésame en la boca (1995) .... Abuela
- Hasta morir (1994) .... Chenta
- Principio y fin (1993) .... Cleo
- Hugo Argüelles (1990) .... Ella misma
- Cuento de Navidad (1989)
- El secreto de Romelia (1988) .... Romelia Orantes
- Un día, una familia, una equis (1986)
- La hermana enemiga (1979)
- María de mi corazón (1979)
- Las noches de Paloma (1978) .... Hermana Teté
- Mil caminos tiene la muerte (1977) .... La Madre
- El moro de Cumpas (1977)
- La palomilla al rescate (1976)
- La vida cambia (1976)
- Espejismo de la ciudad (1976) .... Esposa de Don Fili
- Chin chin el Teporocho (1975)
- El premio Nobel del amor (1973)
- El rincón de las vírgenes (1972) .... Señora Terrones
- Los marcados (1971)

### Televisión
- Mujer, casos de la vida real (1997) (episodio "El landru de guerrero")
- La sombra del otro (1996) .... Concepción "Conchita" de la Riva
- Sentimientos ajenos (1996-1997) .... Graciana
- Clarisa (1993) .... Dolores
- La fuerza del amor (1990-1991) .... Evelyn
- Un rostro en mi pasado (1989-1990) .... Irene
- Nuevo amanecer (1988-1989) .... Adela vda. de Ramírez
- Tiempo de amar (1987) .... Lola
- Tal como somos (1987-1988)
- El padre Gallo (1986-1987) .... Doña Nati
- La gloria y el infierno (1986) .... Vicenta
- Te amo (1984-1985) .... Aída
- Toda una vida (1981) .... Romualda
- Añoranza (1979) .... Natividad
- Acompáñame (1977-1978) .... Vecina
- Las fieras (1972) .... Nicole
- El dios de barro (1970)

## Reconocimientos

### Premios Ariel
| Año  | Categoría                   | Película              | Resultado |
| ---- | --------------------------- | --------------------- | --------- |
| 1995 | Mejor actriz de cuadro      | Hasta morir           | Nominada  |
| 1989 | Mejor co-actuación femenina | El secreto de Romelia | Ganadora  |

### Premios ACE
| Año  | Categoría                    | Película              | Resultado |
| ---- | ---------------------------- | --------------------- | --------- |
| 1990 | Premio ACE a la Mejor Actriz | El secreto de Romelia | Ganadora  |